# O.E. Hasse
O.E. Hasse, född Otto Eduard Hasse 11 juli 1903 i Obrzycko, Provinsen Posen, Kejsardömet Tyskland, död 11 september 1978 i Västberlin, var en tysk skådespelare. Han studerade för Max Reinhardt. Hasse filmdebuterade som statist 1924, men blev inte filmskådespelare på allvar förrän under 1930-talet. Hasse medverkade under 1950-talet i flera internationella filmer där han ofta hade rollen som tysk militärofficer.

## Filmografi, urval
- 1933 – Fröken Hoffmans äventyr
- 1934 – Dolly på det hala
- 1935 – Kärlek och knockout
- 1941 – Stukas
- 1948 – Storstadsmelodi
- 1950 – Våld i hemlighet
- 1950 – En yankee i Berlin
- 1951 – Förrädare
- 1953 – Jag bekänner
- 1955 – Operation Tirpitz
- 1956 – Kitty i stora världen
- 1957 – Spionerna
- 1962 – Korpralen
- 1972 – Gisslan